# Mombarcaro
Mombarcaro – miejscowość i gmina we Włoszech, w regionie Piemont, w prowincji Cuneo.
Według danych na rok 2004 gminę zamieszkiwało 320 osób, 16 os./km².